# New Frankley in Birmingham
New Frankley in Birmingham es la única parroquia civil de la ciudad de Birmingham, en el condado de Midlands Occidentales (Inglaterra).

## Geografía
Según la Oficina Nacional de Estadística británica, New Frankley in Birmingham tiene una superficie de 1,44 km².

## Demografía
Según el censo de 2001, New Frankley in Birmingham tenía 7890 habitantes (47,33% varones, 52,67% mujeres) y una densidad de población de 5479,17 hab/km². El 22,41% eran menores de 16 años, el 71,53% tenían entre 16 y 74 y el 6,06% eran mayores de 74. La media de edad era de 36,66 años. Del total de habitantes con 16 o más años, el 34,17% estaban solteros, el 45,02% casados y el 20,81% divorciados o viudos.
El 95,04% de los habitantes eran originarios del Reino Unido. El resto de países europeos englobaban al 2,41% de la población, mientras que el 2,55% había nacido en cualquier otro lugar. Según su grupo étnico, el 92,53% eran blancos, el 3,14% mestizos, el 1,15% asiáticos, el 2,6% negros, el 0,25% chinos y el 0,04% de cualquier otro. El cristianismo era profesado por el 71,27%, el budismo por el 0,09%, el hinduismo por el 0,1%, el judaísmo por el 0,09%, el islam por el 0,85%, el sijismo por el 0,29% y cualquier otra religión por el 0,14%. El 15,7% no eran religiosos y el 11,47% no marcaron ninguna opción en el censo.
3382 habitantes eran económicamente activos, 3000 de ellos (88,7%) empleados y 382 (11,3%) desempleados. Había 3288 hogares con residentes y 53 vacíos.